# David Maxwell Fyfe
David Maxwell Fyfe (Edimburgo, 29 maggio 1900 – Withyham, 27 gennaio 1967) è stato un politico e giurista inglese, deputato per il collegio di Liverpool West Derby dal 1935 al 1954.

## Biografia
Nel 1942 fu nominato avvocato erariale di Stato e fin dall'inizio del suo mandato si dedicò alla preparazione dei processi che si sarebbero svolti alla fine del secondo conflitto mondiale contro i criminali di guerra.
Eletto Procuratore Generale, divenne in seguito presidente della Conferenza dei crimini di guerra, formata dagli alleati per preparare il processo di Norimberga. Nel luglio 1945, dopo le elezioni, il posto di procuratore passò a Hartley Shawcross, ma di comune accordo fu lasciato a Fyfe il compito di guidare a Norimberga gli avvocati accusatori britannici. Si batté perché ogni imputato venisse giudicato serenamente, senza alcuna presunzione di colpevolezza.